# Rooftop
Rooftop（ルーフトップ）とは新宿ロフトなどを経営しているロフトプロジェクトが発行するフリーペーパー。
毎月1日に発行され、全国約350箇所に配布。主な配布場所はライブハウス・レコード店等。

## 歴史
- 1976年8月に創刊。A3判型のタブロイド仕様。表紙は矢野顕子、インタビュー掲載は矢沢永吉
- 1977年頃　100円で販売
- 1980年代　新宿ロフトのスケジュールを掲載
- 1990年代中頃　ロフトプラスワンがオープンし、インタビューページが復活
- 1999年11月　表紙がモノクロからカラーになる
- 2003年10月〜　インタビューにカラーページが導入される
- 2007年4月号〜　インタビュー全てカラー化
- 2008年4月〜　背表紙が付く
- 2009年11月　背表紙終了
- 2009年12月　全ページカラー化
- 2020年4月　新型コロナウイルス感染症の流行により一時休刊[1]

## 読者層
- 音楽ファン、サブカルチャーに精通する層、音楽業界・ミュージシャン・クリエイター関連

## 現在連載中のコラム
- おじさんの眼/文: 平野 悠
- ロフト35年史戦記/文責: 平野 悠
- マリアンヌ東雲: 悦楽酒場
- 大久保佳代子: ガールズトーーーク!!!!!
- 能町みね子: 超大河伝奇ロマン!!! 中野の森BAND
- ケラリーノ・サンドロヴィッチ: ロック再入門
- 岡留安則: “沖縄からの『書くミサイル』”──「噂の真相」極東番外地編
- 高須基仁: メディア論『裏目を読んで半目張る』
- 田中優: 環境はエンタメだ!
- 吉田豪: 雑談天国（ニューエストモデル風）
- JOJO広重：人生非常階段
- 雨宮処凛：一生バンギャル宣言！
- 大谷雅恵：人生いつでも初体験
- エンドケイプ：室外機マニア

## 連載終了
- 吉田 肇（panicsmile）『中央線高架下における悪あがき的音楽生活』
- 植木遊人＋星野概念（ストライカーズ）＋横山マサアキ（テルスター）＋町田直隆『遊星横町』
- カタル（ニューロティカ）『今夜はトゥナイト』
- 第3世代的コラム『スリーアウトでもチェンジしないぜ!!!』
- 谷口 健 (BEYONDS)『砂の上のダンス』
- bloodthirsty butchers『裏のスジの突き当り』
- 月刊 怒髪天
- HIGH VOLTAGE『メンバーリレー放電・日進月歩』
- 後藤まりこ (ミドリ)『キス・ミー、プリーズ。しばくぞ コラ。』
- スピードワゴン小沢の下北沢の夜は更けて
- 飛石連休フジイの「え？何を書いてもいいの？じゃ、遠慮なく」
- In the Soup吉田真一郎のユニットバスベイベー
- The 3peace 梶原徹也の深入りコーヒー4杯目
- 女豹生け捕り捜査網
- After me田中康治のマイナー生物研究所
- MCジマーのステージにかけろ！
- The 3peace原広明「星のない空の下で2000」
- TIGER HOLE店長ISHIKAWAの気になる木
- MASS OF THE FERMENTING DREGS：頭隠して尻を取れ!!
- SMILEY'S TALK JAM/ホスト: スマイリー原島
- 吉野 寿: ポンコツ街道一直線
- ジュリエットやまだ: イケメンショッキング（WEB Rooftopのみで掲載）